# Anton von Leubnitz
Anton von Leubnitz (* 1713; † 23. Juni 1798 in Wittenberg) war ein kurfürstlich-sächsischer Diplomat, Kammerherr und Kreishauptmann im Kurkreis des Kurfürstentums Sachsen sowie Rittergutsbesitzer in Münchenbernsdorf und Rackith.

## Leben und Wirken

Beleg zum am 23. Juni 1798 erfolgten Tod von Anton von Leubnitz in Wittenberg

Mit seinen Geschwistern besaß Anton von Leubnitz das von seinem Vater, dem Hof- und Landjägermeister Carl Heinrich von Leubnitz hinterlassene Gut Münchenbernsdorf. Nachdem er längere Zeit als Diplomat für den König-Kurfürst August dem Starken in Danzig tätig gewesen war, kaufte er am 29. März 1766 vom Domherrn Heinrich Friedrich von Platen dessen Rittergut Rackith. 
Um 1759 heiratete von Leubnitz Sophia Renata verw. von Mathy geb. von Łebińska († 25. November 1793 in Wittenberg). Die Ehe blieb kinderlos.
Anton von Leubnitz starb im Alter von 84 Jahren 7 Monaten und 2 Tagen. Da er keine Nachkommen hatte, wurde seine ihn überlebende Schwester Eva Maria von Schönberg geborene von Leubnitz seine Universalerbin.